# Paul Roger
Paul-André Roger (1812-1894) fue un historiador y arqueólogo francés.

## Biografía
Nacido el 20 de marzo de 1812 en Marsella, entró en la administración durante la Monarquía de Julio y, después de haber sido secretario privado de Nargeot, se convirtió en subprefecto de Ploërmel, de 1844 a 1848. Apartado por la República, se mantuvo alejado de las funciones políticas y pasó varios años en Bélgica. Habría fallecido en 1894.
Miembro de la Société des antiquaires, fue autor de diversos trabajos de arqueología. Entre sus publicaciones se encontraron títulos como Archives historiques de l'Albigeois et du pays castrais (1841), Archives historiques et ecclésiastiques de la Picardie et de l'Artois (1842-1843, 2 vol.), Noblesse et Chevalerie de Flandre, d'Artois et de Picardie (1844), Bibliothèque historique, monumentale, ecclésiastique et littéraire de la Picardie et de l'Artois (1844-1847), La Noblesse de France aux Croisades (1845). También escribió diversos textos sobre Bélgica, entre los que figuraron Biographie générale des Belges (1850), Mémoires et souvenirs sur la Cour de Bruxelles  y Mémoires sur la Cour et sur la société belge (1855).